# Województwo lubelskie (1944–1975)

Województwo lubelskie w latach 1944-1950

Województwo lubelskie – jedno z województw istniejących w Polsce w latach 1944–1975.
W miesiąc po rozpoczęciu swojej działalności PKWN wydał Dekret Polskiego Komitetu Wyzwolenia Narodowego z dnia 21 sierpnia 1944 r. o trybie powołania władz administracji ogólnej I i II instancji (Dz.U. z 1944 r. nr 2, poz. 8), który wszedł w życie 22 sierpnia 1944. W dekrecie tym (art. 11) zniesiono strukturę administracyjną wprowadzoną przez Niemcy i przywrócono przedwojenny podział administracyjny Polski. W owym czasie front przebiegał na linii Wisły i Narwi, a pod formalną władzą PKWN pozostawało w całości jedynie województwo lubelskie. 9 sierpnia 1945 fragment województwa lwowskiego włączono do województwa lubelskiego Dz.U. z 1945 r. nr 26, poz. 160
W skład województwa wchodziło w 1946 roku 16 powiatów: miasto Lublin, bialski, biłgorajski, chełmski, hrubieszowski, kraśnicki, krasnostawski, lubartowski, lubelski, łukowski, puławski, radzyński, siedlecki, tomaszowski, włodawski, zamojski. Głównymi miastami były: Biała Podlaska, Biłgoraj, Chełm, Dęblin, Hrubieszów, Krasnystaw, Kraśnik, Lubartów, Łęczna, Łuków, Włodawa, Puławy, Siedlce, Zamość.

## Ludność
| Data                         | Liczba mieszkańców | Liczba mieszkańców | Liczba mieszkańców  |
| Data                         | ogółem             | miejska (%)        | wiejska (%)         |
| ---------------------------- | ------------------ | ------------------ | ------------------- |
| 14 II 1946 (spis sumaryczny) | 1 889 650          | 310 946 (16,46%)   | 1 578 704 (83,54%)  |
| 3 XII 1950 (spis powszechny) | 1 610 068          | 285 195 (17,71%)   | 1 324 873 (82,29%)  |
| 31 XII 1956                  | 1744 tys.          | 366 tys. (21%)     | 1378 tys. (79%)     |
| 1959                         | 1809,9 tys.        | b.d. (24%)         | b.d. (76%)          |
| 6 XII 1960 (spis powszechny) | 1 801 384          | 444 645 (24,68%)   | 1 356 739 (75,32%)  |
| 1962                         | 1857,8 tys.        | b.d. (25,4%)       | b.d. (74,6%)        |
| 31 XII 1963                  | 1876 tys.          | 482 tys. (25,7%)   | 1394 tys. (74,3%)   |
| 31 XII 1965                  | 1900,5 tys.        | b.d.               | b.d.                |
| 1967                         | 1920,1 tys.        | b.d.               | b.d.                |
| 31 XII 1968                  | 1946 tys.          | 574 tys. (29,5%)   | 1572 tys. (70,5%)   |
| 8 XII 1970 (spis powszechny) | 1 925 537          | 595 547 (30,93%)   | 1 329 990 (69,07%)  |
| 31 XII 1971                  | 1931,7 tys.        | 607,8 tys. (31,5%) | 1323,9 tys. (68,5%) |
| 31 XII 1972                  | 1945,8 tys.        | 625,5 tys. (32,1%) | 1320,3 tys. (67,9%) |
| 31 XII 1973                  | 1948 tys.          | 642 tys. (33%)     | 1306 tys. (67%)     |
| 31 XII 1974                  | 1960 tys.          | 660 tys. (33,6%)   | 1300 tys. (66,4%)   |

## Podział administracyjny

### 1946
| Powiat           | Powierzchnia (km²) | Liczba ludności 14 II 1946 | Liczba ludności 14 II 1946 |
| Powiat           | Powierzchnia (km²) | ogółem                     | na km²                     |
| ---------------- | ------------------ | -------------------------- | -------------------------- |
| bialski          | 2122               | 113 271                    | 53                         |
| biłgorajski      | 1720               | 84 218                     | 49                         |
| chełmski         | 1975               | 127 063                    | 64                         |
| hrubieszowski    | 2164               | 123 287                    | 57                         |
| krasnostawski    | 1521               | 128 922                    | 85                         |
| kraśnicki        | 1960               | 137 968                    | 70                         |
| lubartowski      | 1389               | 98 255                     | 71                         |
| lubelski         | 1889               | 158 039                    | 84                         |
| Lublin (miejski) | 30                 | 99 400                     | 3313                       |
| łukowski         | 1762               | 121 134                    | 69                         |
| puławski         | 1618               | 139 429                    | 86                         |
| radzyński        | 1621               | 89 037                     | 55                         |
| siedlecki        | 1988               | 136 002                    | 68                         |
| tomaszowski      | 1995               | 115 849                    | 58                         |
| włodawski        | 2326               | 82 215                     | 35                         |
| zamojski         | 1662               | 135 561                    | 82                         |

### 1973
Źródło:
| Powiat           | Powierzchnia (km²) | Liczba ludności 31 XII 1972 | Liczba ludności 31 XII 1972 | Miasta | Miasta                                            | Gminy | Siedziba          |
| Powiat           | Powierzchnia (km²) | ogółem (tys.)               | na km²                      | ogółem | w tym posiadające wspólną radę narodową z gminami | Gminy | Siedziba          |
| ---------------- | ------------------ | --------------------------- | --------------------------- | ------ | ------------------------------------------------- | ----- | ----------------- |
| bełżycki         | 479                | 40,3                        | 84                          | 1      | 0                                                 | 5     | Bełżyce           |
| bialski          | 1941               | 109,3                       | 56                          | 2      | 1                                                 | 11    | Biała Podlaska    |
| biłgorajski      | 1685               | 92,6                        | 55                          | 1      | 0                                                 | 12    | Biłgoraj          |
| bychawski        | 562                | 41,1                        | 73                          | 1      | 1                                                 | 7     | Bychawa           |
| Chełm (miejski)  | 35                 | 41,1                        | 1184                        | 1      | nd.                                               | nd.   | Chełm             |
| chełmski         | 1836               | 94,1                        | 51                          | 1      | 0                                                 | 12    | Chełm             |
| hrubieszowski    | 1724               | 102,7                       | 60                          | 1      | 0                                                 | 11    | Hrubieszów        |
| janowski         | 801                | 44,5                        | 56                          | 1      | 0                                                 | 6     | Janów Lubelski    |
| krasnostawski    | 1491               | 108,1                       | 73                          | 1      | 0                                                 | 11    | Krasnystaw        |
| kraśnicki        | 1267               | 110,9                       | 88                          | 2      | 0                                                 | 11    | Kraśnik           |
| lubartowski      | 1269               | 87,9                        | 69                          | 2      | 1                                                 | 11    | Lubartów          |
| lubelski         | 1124               | 121,8                       | 108                         | 2      | 1                                                 | 11    | Lublin            |
| Lublin (miejski) | 94                 | 249                         | 2648                        | 1      | nd.                                               | nd.   | Lublin            |
| łukowski         | 1498               | 102,4                       | 68                          | 2      | 1                                                 | 10    | Łuków             |
| opolsko-lubelski | 701                | 56,7                        | 81                          | 2      | 1                                                 | 7     | Opole Lubelskie   |
| parczewski       | 979                | 40,4                        | 41                          | 1      | 0                                                 | 7     | Parczew           |
| puławski         | 1035               | 117,1                       | 113                         | 3      | 2                                                 | 10    | Puławy            |
| radzyński        | 1538               | 94,3                        | 61                          | 3      | 1                                                 | 10    | Radzyń Podlaski   |
| tomaszowski      | 1595               | 97,4                        | 61                          | 1      | 0                                                 | 12    | Tomaszów Lubelski |
| włodawski        | 1677               | 52,7                        | 31                          | 1      | 0                                                 | 11    | Włodawa           |
| zamojski         | 1517               | 104,9                       | 69                          | 1      | 1                                                 | 14    | Zamość            |
| Zamość (miejski) | 29                 | 36,5                        | 1270                        | 1      | nd.                                               | nd.   | Zamość            |